# Castillo de las Coloradas
Castillo de las Coloradas är ett slott i Spanien.   Det ligger i provinsen Provincia de Las Palmas och regionen Kanarieöarna, i den sydvästra delen av landet, 1 600 km sydväst om huvudstaden Madrid. Castillo de las Coloradas ligger 5 meter över havet.
Terrängen runt Castillo de las Coloradas är platt västerut, men åt nordost är den kuperad. Havet är nära Castillo de las Coloradas söderut. Närmaste större samhälle är Puerto del Carmen, 16,0 km nordost om Castillo de las Coloradas. Trakten runt Castillo de las Coloradas består i huvudsak av gräsmarker.